# LANTIRN

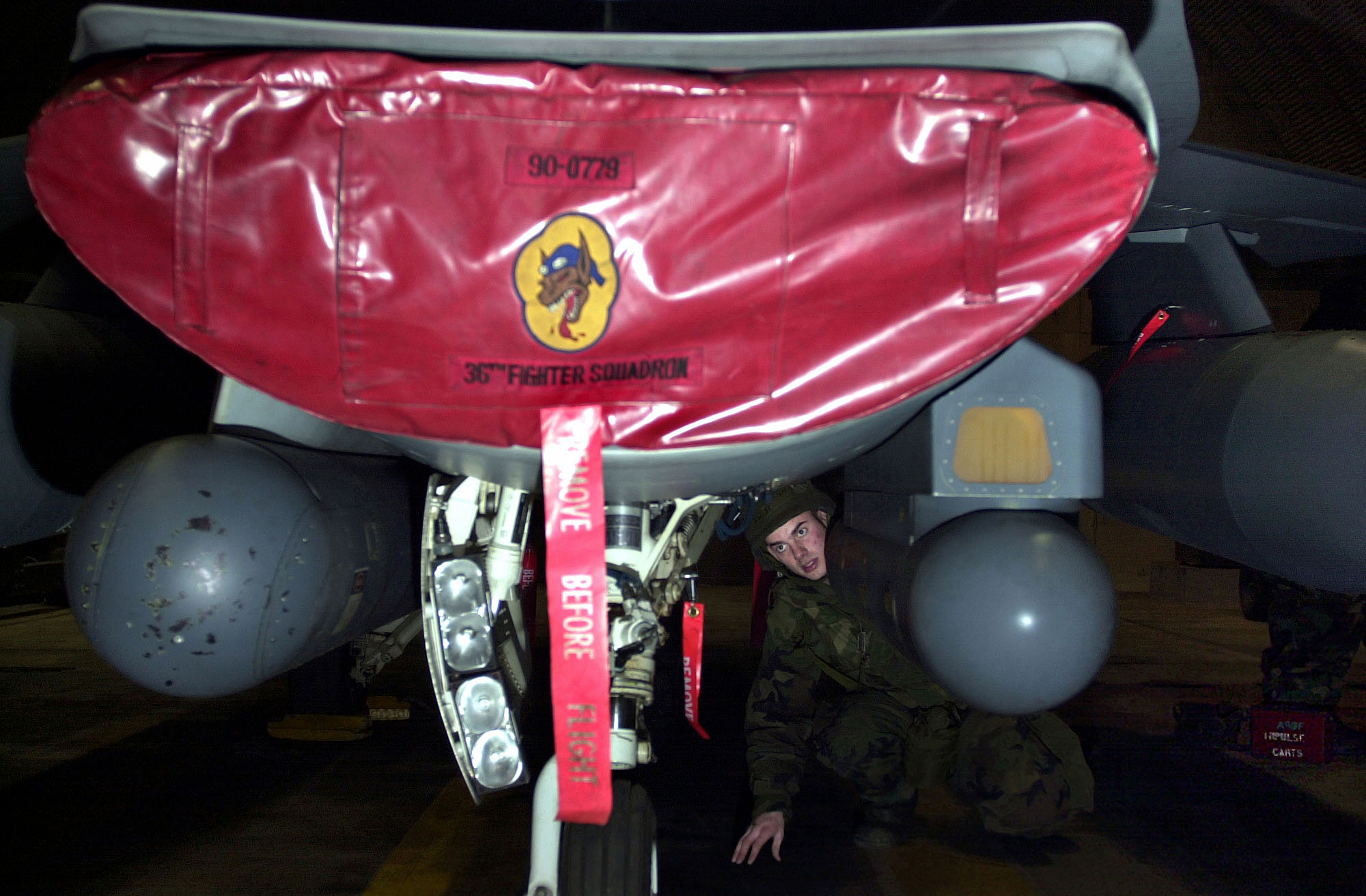
system LANTIRN pod samolotem F-16, po prawej stronie zdjęcia zasobnik AN/AAQ-13, po lewej AN/AAQ-14

LANTIRN – zintegrowany system nawigacyjno celowniczy, opracowany przez amerykańską firmę Martin Marietta (obecnie Lockheed Martin), umożliwiający lot na niewielkiej wysokości z omijaniem przeszkód terenowych oraz służący do identyfikacji, wyboru celów i naprowadzania na cele kierowanego uzbrojenia w każdych warunkach pogodowych w dzień i w nocy. LANTIRN jest akronimem nazwy Low Altitude Navigation and Targeting Infrared for Night (nocny system nawigacji i celowania w zakresie podczerwieni na niskim pułapie)

## Historia
Prace nad konstrukcją zasobnika rozpoczęły się w firmie Martin Marietta (obecnie Lockheed Martin) w 1980 roku. W 1983 roku przerwano prace nad zasobnikiem z powodu trudności z układem automatycznego rozpoznawania celów – problem rozwiązano rok później, rezygnując z montażu tego układu. W 1984 roku rozpoczęto próby eksploatacyjne LANTIRNa. W listopadzie 1986 roku rozpoczęto produkcje seryjną zasobnika, a 31 marca 1987 roku pierwszy system trafił na uzbrojenie Sił Powietrznych Stanów Zjednoczonych.

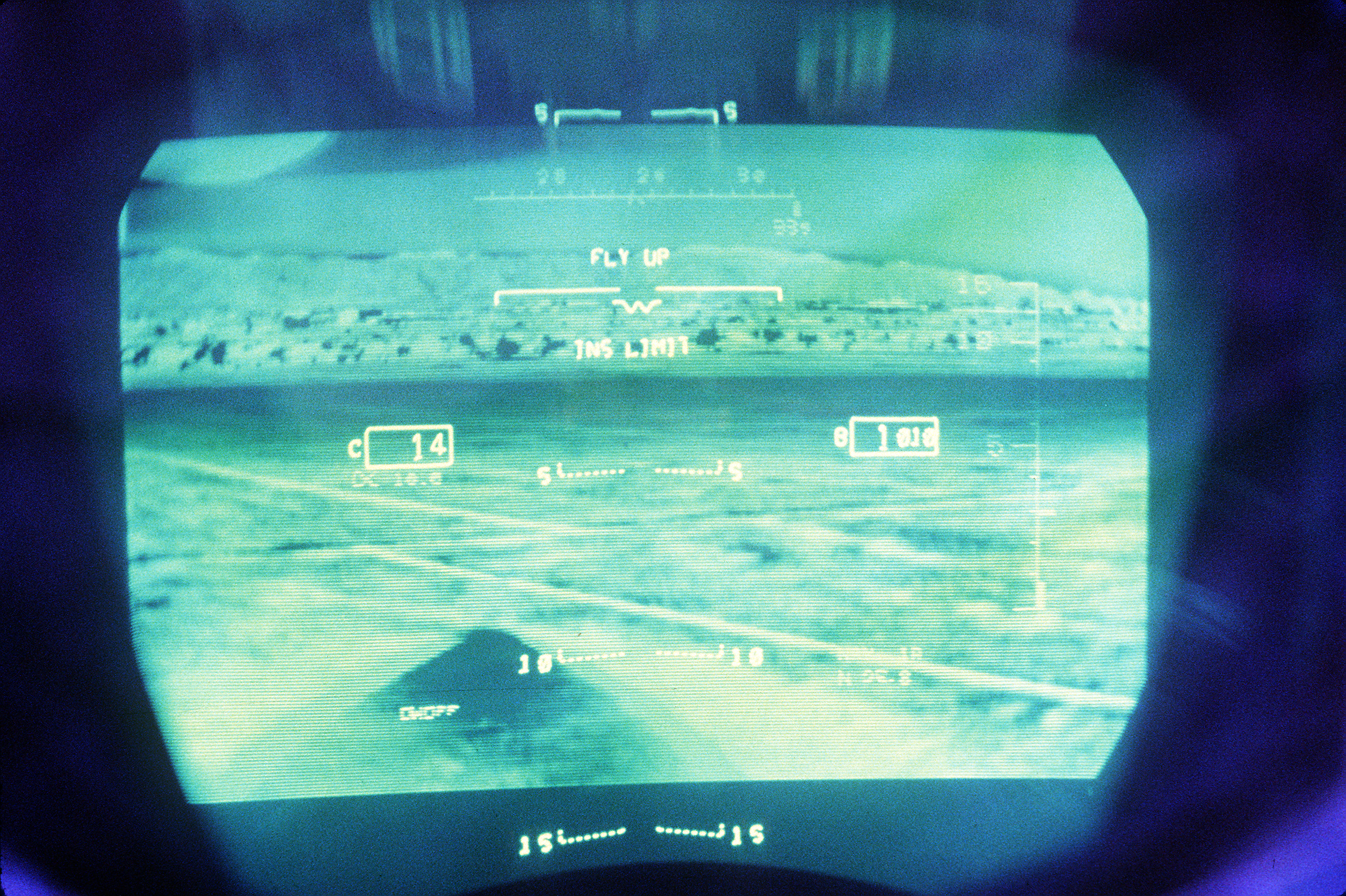
obraz z układu FLIR zasobnika AN/AAQ-13 na wyświetlaczu HUD samolotu F-15E

## Konstrukcja
LANTIRN składa się z zasobnika nawigacyjnego AN/AAQ-13 i zasobnika celowniczego AN/AAQ-14, umieszczanych pod samolotem. Zasobnik AN/AAQ-13 zawiera radar AN/APN-237A TFR (Terrain Following Radar) – radar obserwacji i omijania przeszkód terenowych, opracowany przez firmę Texas Instruments (obecnie Raytheon) oraz szerokokątną kamerę FLIR (Forward Looking Infra Red – obserwacja przedniej półsfery w podczerwieni) o kącie widzenia 28 x 21°. Układ FLIR wyświetla obraz na wyświetlaczu HUD pilota. Zasobnik nawigacyjny AN/AAQ-13 pozwala na lot i atak w nocy, przy niekorzystnym warunkach pogodowych oraz dużej prędkości przelotowej. Po sprzężeniu zasobnika z układem sterowania samolotu można wykonywać loty na wysokości od 30 do 300 metrów. Zasobnik celowniczy AN/AAQ-14 również zawiera kamerę termowizyjną FLIR ale o znacznie większej rozdzielczości niż ta montowana w zasobniku nawigacyjnym, obraz z kamery wyświetlany jest na monitorach w kabinie załogi, laserowy dalmierzem/znacznik celów dla bomb kierowanych laserowo określający odległość od celu i podświetlający go kodowaną wiązką laserową (w przypadku użycia bomb lotniczych nie kierowanych laserem używana jest funkcja dalmierza) oraz układ automatycznego śledzenia celów ruchomych dla pocisków AGM-65 Maverick naprowadzanych na podczerwień.

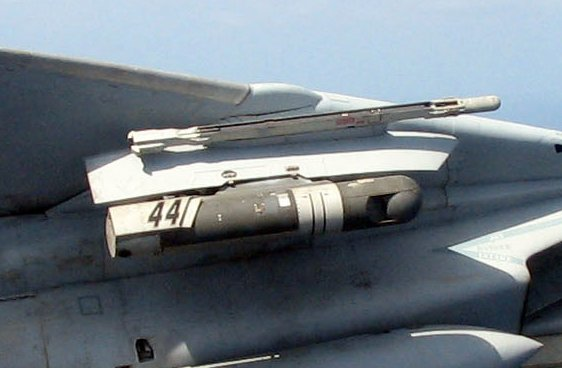
LANTIRN LTS na samolocie F-14D

## Wersje
- LANTIRN LTS (LANTIRN Targeting System) będący wersją przeznaczoną dla samolotów Grumman F-14 Tomcat A/B/D, które przejęły zadania uderzeniowe od samolotów Grumman A-6 Intruder. W tym przypadku system składał się tylko z jednego zasobnika, zasobnika celowniczego, w którym dodatkowo umieszczono odbiornik systemu GPS i platformę bezwładnościową wyliczającą dokładnie punkt trafienia. Kolejną modernizacją było nowe oprogramowanie T3 (Tomcat Tactical Targeting) umożliwiające odczyt i przesyłanie danych dotyczących celów wybranych (ale niekoniecznie atakowanych) przez operatora uzbrojenia (Weapons System Officer) do innych samolotów lub centrów dowodzenia. T3 wskazywał również cele dla bomb JDAM naprowadzanych GPS. Zwiększył się również maksymalny pułap, z którego można było używać LANTIRN LTS z 7600 metrów do 12 100 m.

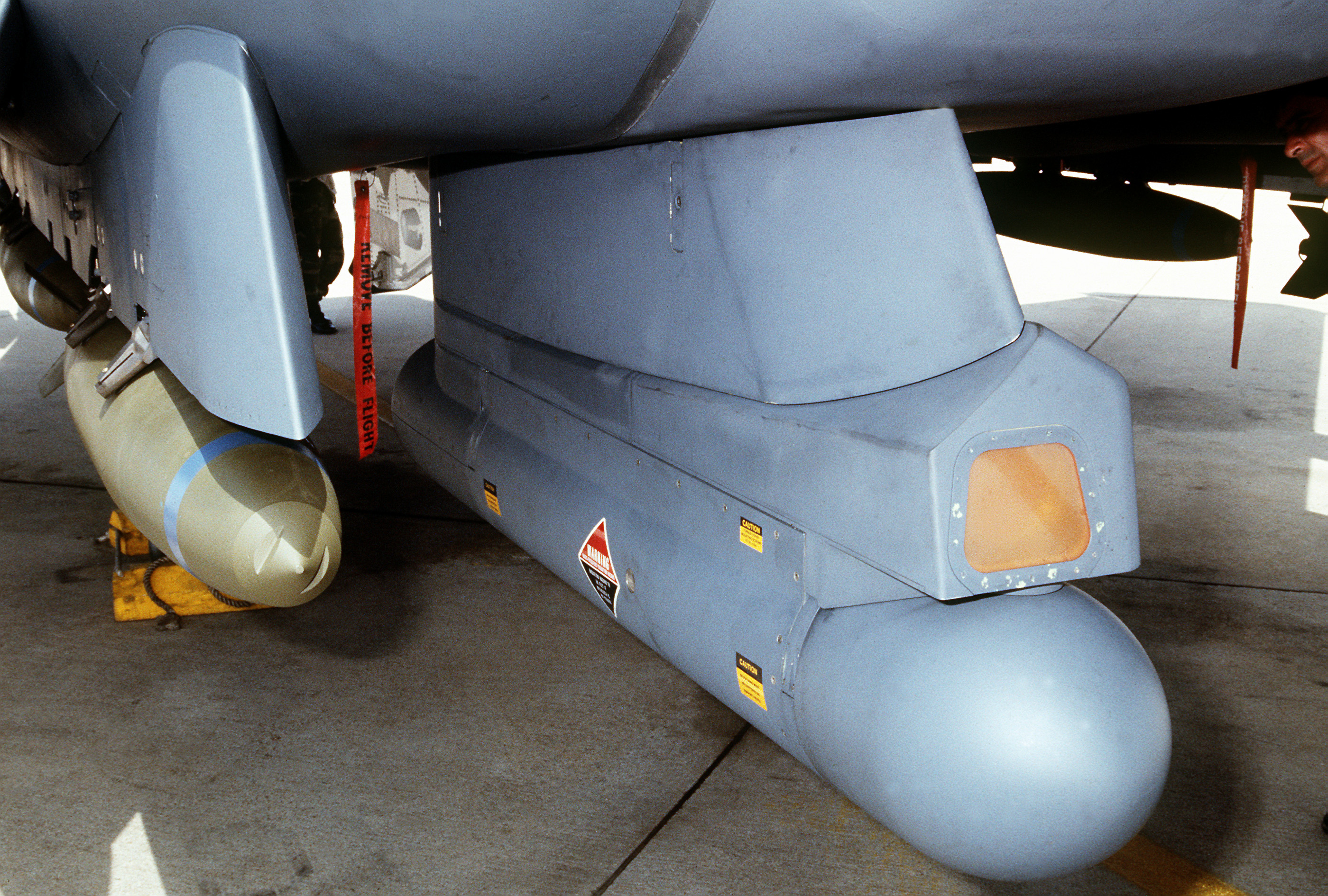
AN/AAQ-13 na samolocie F-15E

- LANTIRN-ER (Extended Range) możliwy do wykorzystania na pułapie do 12 100 metrów. Posiadający czulszy, o większej rozdzielczości i powiększeniu układ FLIR. W tej wersji pojawił się również układ śledzenia celu podświetlanego znacznikiem laserowym przez inny samolot bądź operatora naziemnego. Układ GPS podający dane do uzbrojenia JDAM. Cyfrowy rejestrator obrazu umożliwiający ocenę skutków ataku oraz porzucony w podstawowej wersji systemu układ automatycznego rozpoznawania celów.
- W wersji przeznaczonej na eksport zastosowano zasobnik nawigacyjny Pathfinder oraz zasobnik celowniczy Sharpshooter.

## Wykorzystanie
LANTIRN przenoszony jest przez samoloty General Dynamics F-16 Fighting Falcon w wersji C/D Block 40/42 i starsze Block 30/32, McDonnell Douglas F-15E Strike Eagle oraz Grumman F-14 Tomcat.